# Mykale
Mykale (heute Dilek Dağları oder Samsun Dağı) war in der Antike der Name einer Halbinsel mit einem Gebirgszug in Ionien an der Westküste Kleinasiens in der heutigen Türkei, nördlich der Mündung des Mäander, in der Nähe der antiken Städte Priene, Milet und Ephesos.
Das steile Gebirge erhebt sich bis zu 1265 m über dem Meeresspiegel. Das Zentralheiligtum der zwölf ionischen Städte, das Panionion, liegt in 750 Metern Höhe. In vorgeschichtlicher und antiker Zeit bildete das Mykale-Gebirge eine Landzunge am damaligen Latmischen Meerbusen, der durch vom Großen Mäander (heute Büyük Menderes) mitgeführte Sedimente immer weiter verlandete, wodurch sich die Küstenlinie stetig nach Südwesten verschob.
In der Meerenge zwischen diesem Vorgebirge und der Insel Samos lieferten sich die griechische und die persische Flotte 479 v. Chr. während der Perserkriege eine Seeschlacht.
Der griechische Tyrann Polykrates wurde auf Mykale in einen Hinterhalt gelockt und hingerichtet.